# Инженер Графтио
«Инженер Графтио» — художественный фильм, последняя режиссёрская работа Геннадия Казанского, снятая на киностудии «Ленфильм» в 1979 году и рассказывающая о Генрихе Осиповиче Графтио — советском инженере-энергетике, строителе первых в СССР гидроэлектростанций.

## Сюжет
1912 год. Экипаж с Генрихом Осиповичем Графтио (А. Папанов) мчится по улицам Санкт-Петербурга, направляясь в Общество Электрического Освещения. Там он требует от директора Общества Ульмана (С. Иванов) объяснить скупку Ульманом земельных участков на реке Волхов, где Графтио должен построить по заказу правительства первую в Российской империи гидроэлектростанцию. Ульман отвечает, что готов затратить миллионы, но не допустить подачи электрической энергии в Петербург, так как ему это просто не выгодно.
1918 год. Зима. На улицах Петрограда жгут костры. На квартиру к Графтио приходит руководитель электротехнического отдела ВСНХ Смидович (В. Марков) и от имени советской власти предлагает Генриху Осиповичу начать строительство гидроэлектростанции на реке Волхов. Он поясняет Графтио, что выполняет поручение председателя Совнаркома В. И. Ульянова-Ленина.
На заснеженном берегу реки Волхов группа инженеров во главе с Графтио осматривают землю под строительство. К ним подходит возглавляющий Волховстрой комиссар Никитин (Г. Егоров) и докладывает, что он созвал жителей окрестных сёл на митинг в честь строительства первой ГЭС. Графтио отвечает, что они приехали сюда с техническими намерениями, а не митинговать. Несмотря на возражения Графтио, Никитин всё равно проводит митинг с удивлёнными замёрзшими людьми.
Никитин недоволен отношением Графтио к работе. Он предлагает Смидовичу заменить Графтио на другого грамотного инженера, который, по его мнению, не будет тянуть время, а будет, наконец, строить Волховскую ГЭС. Смидович пытается объяснить Никитину, что Графтио единственный в России инженер, который может построить такую сложную гидроэлектростанцию, и предлагает ради дела потерпеть его непростой характер. Владимир Васильевич Никитин возвращается с плотницкими бригадами на Волхов и начинает строить рабочие бараки.
Для строительства требуются грамотные инженеры. В Петрограде Графтио и Никитин приходят к Ульману и предлагают Обществу Электрического Освещения взять на себя организацию работ по Волховстрою, но получают отказ. Молодые инженеры — ученики Графтио — тоже отказываются участвовать в строительстве. Они настроены антисоветски и считают, что большевики используют имя Графтио в политической игре. Строительство откладывается.
Графтио и Никитин отправляются в Москву в правительство для выяснения судьбы Волховстроя. На совещании у Кржижановского выясняется, что мнения учёных разделились поровну: одна группа во главе с профессором Захарьиным (В. Чекмарёв) выступает против строительства, другая группа во главе с И. Г. Александровым выступает за. Завершая совещание, Кржижановский (В. Козел) сообщает, что окончательное решение будет принято на заседании Совнаркома. Графтио отправляет Никитина на Волховстрой, чтобы работы на строительстве не останавливались, а сам остаётся для выступления на заседании Совнаркома.
15 июля 1918 года В. И. Ленин подписывает декрет Совнаркома о развёртывании работ на Волховской ГЭС. Фильм завершается кадрами из кинохроники строительства и открытия Волховской гидроэлектростанции.

## В ролях
- Анатолий Папанов — Генрих Осипович Графтио
- Геннадий Егоров[1] — комиссар Никитин
- Сергей Иванов — Ульман, Эдуард Рейнгольдович
- Антонина Шуранова — Антонина Адамовна Графтио
- Владимир Козел — Кржижановский (озвучивал А. Демьяненко)
- Владимир Марков — Смидович
- Юрий Каморный — Аксентьев
- Виталий Баганов — Малахов
- Игорь Ефимов — Кривошеин
- Виктор Чекмарёв — Захарьин
- Валерий Ольшанский — Комаров
- Алексей Кожевников — Бобров
- Александр Суснин — Феофанов
- Елена Павловская — Варя

## Съёмочная группа
- Автор сценария: Александр Галин
- Режиссёр-постановщик: Геннадий Казанский
- Оператор-постановщик: Семён Иванов
- Художник-постановщик: Семён Малкин
- Композитор: Надежда Симонян